# キシュ

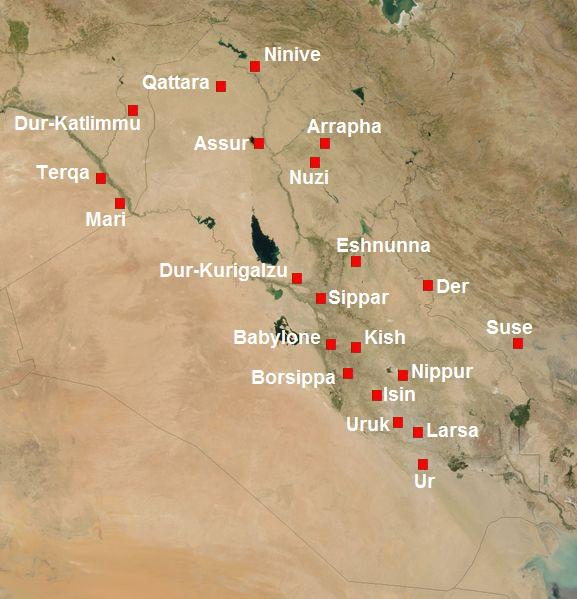
紀元前2千年紀のメソポタミア南部の地図

キシュ（シュメール語: 𒆧𒆠 翻字: Kiŝki、Kish）は、古代メソポタミアの都市、またはそこに起こった国家。現代名はテル・アル・ウハイミル。イラク共和国バービル県内のバビロン遺跡の東12kmに位置する。20世紀初頭の発掘によって宮殿跡やジッグラト、墓、書記学校の跡が発見されている。古代メソポタミア時代の初期において特殊な意味合いをもっている。
ケシュ (Kesh) とは別の都市である。

## 歴史
キシュ市に人が住み始めたのは紀元前6千年紀のことである。初期の歴史を知ることはできないが、紀元前3千年紀に入るとシュメール人やセム人達にとって特別な地位を持った都市として歴史に登場する。

### キシュ第1王朝
シュメール初期王朝時代に関するシュメール王名表の説話によれば、伝説的な大洪水の後、最初に王権が降りたとされる都市がキシュである。この王朝をキシュ第1王朝と呼び、シュメール人達によって繁栄と栄光の時代であるとされた。
同王名表によれば23人の王が24510年間統治したと言う。この王朝はシュメールにおいて歴史が未だ神話と伝説の中にあった時代のものであるが、実際にキシュは大国の一つであったと考えられている。この王朝の王達に関する説話も多分に伝説的なものである。「誕生の草」を探すエタナ王の物語や、エラムを征服したというエンメバラゲシ王の説話が特に有名である。エンメバラゲシ王は900年間統治したとされているが、統治年数はともかく彼は実在の王であったことが考古学的に確認されており、在位は恐らく紀元前28世紀頃のことであったと考えられている。シュメール王名表には、アッガ王の治世を最後として、王権がウルクに移った（ウルク第1王朝）とされているが、実際にはこれらの王朝の存在した時代はある程度重複していると考えられる。
また、早い段階からキシュの主要な住人はシュメール語ではなくセム語を用いる人々であったと考えられる。これはキシュ第1王朝の殆どの王がシュメール語ではなくセム語の名前を持っていることから分かる。当時シュメール人とセム人は混住しており、単純な分類は不可能であった。

### キシュ第2王朝
しばらく後に、シュメールはエラム人によって建てられたアワン朝の支配下に置かれたが、このアワン朝の跡にエラム人を放逐して成立したのがキシュ第2王朝とされている。キシュ第2王朝については情報が殆ど残されていない。キシュはその後ウルク第2王朝の王エンシャクシュアンナによって破壊されたとされている。

### キシュ第3王朝
その破壊されたキシュで新たにキシュ第3王朝を開いたのが伝説的な女王ク・バウ（クババ）である。この王朝の王は彼女一人である。

### キシュ第4王朝
女王ク・バウの息子とされるプズル・シンはキシュ第4王朝の最初の王としてシュメール王名表に載っている。
キシュ第4王朝はサルゴン伝説に登場することで有名である。キシュ第4王朝の王ウル・ザババは家臣であったサルゴンに倒された。

### シュメール時代以後
その後サルゴンはメソポタミアを統一してアッカド帝国（en:Akkadian Empire）を興したと伝えられている。しかし、ウル・ザババ以降のキシュ第4王朝の王がシュメール王名表に記載されており、その関係を巡っては様々な説が取り沙汰されている。シュメール時代以後、キシュ市がメソポタミア政治の中心地となる事は無かったが、重要都市としてはその後も存続し、サーサーン朝時代に放棄された。

## キシュ王
初期王朝時代のキシュの歴史は、多くの場合その史実性を確認することが困難であるが、確実にいえることはシュメール人達がキシュ王の地位に特別な意味を持たせていたということである。キシュ王（Lugal Kish.KI）という称号は、実際にキシュ市を支配下に置いていない王によっても用いられ、覇権的性格を持った王の称号として用いられた。そして後には (Lugal Kish) と言う称号は世界の王の意味で使用されるようになっていった。
※Lugal Kish.KI の KI は地名を意味する限定符、後に登場する限定符無しの Lugal Kish という称号の中での Kish は既に地名の固有名詞としての意味合いを失っている（失いつつある）。つまりキシュ王 ＝ 世界の王なのではなく、キシュと言う名前から世界を意味する単語が派生したことを意味する。

## その他の主なシュメール都市国家
- ウル (Ur)
- ウルク (Uruk)
- ウンマ (Umma)
- エリドゥ (Eridu)
- シッパル (Sippar)
- シュルッパク (Shuruppak)
- ニップル (Nippur)
- マリ (Mari)
- ラガシュ (Lagash)
- ラルサ (Larsa)